# Primavera nos dentes (livro)
Primavera nos Dentes - A História dos Secos & Molhados é um livro de autoria de Miguel de Almeida, publicado pela editora Três Estrelas em 2019.
1. ↑  De Almeira, Miguel (2019). Primavera nos Dentes - A História do Secos & Molhados. São Paulo: Três Estrelas. ISBN 978-85-68493-59-5
2. ↑  «Livro 'Primavera nos Dentes' destrincha o fenômeno Secos & Molhados | VEJA Música». VEJA. Consultado em 17 de março de 2023